# Jerónimo Bugeda
Jerónimo Bugeda Muñoz (Tarancón, 30 de julio de 1904 – Ciudad de México , 3 de septiembre de 1971) fue un político socialista español.

## Biografía
Estudió la carrera de Derecho en la Universidad Central de Madrid, obteniendo la licenciatura en 1923. Logró por oposición la plaza de Abogado del Estado. Fue destinado a Jaén.
Fue director general de Propiedades, jefe del Catastro de Rústica, presidente del consejo de administración de las minas de Almadén, vicepresidente del comité central de Incautación de los bienes de la Corona, vocal del Patronato de Incautación de los Bienes de los Jesuitas y consejero de la Caja de Previsión Social de Andalucía Oriental.
Afiliado al Partido Socialista Obrero Español, perteneció al sector centrista de la formación como hombre de confianza de Indalecio Prieto. Formó  parte, como vocal, de la Comisión Ejecutiva del partido durante la Segunda República Española (de junio de 1936 a septiembre de 1938), y fue elegido diputado por Jaén en las legislaturas de 1931, 1933 y 1936. Fue también miembro de la Comisión de las Cortes para depurar las responsabilidades políticas durante la Dictadura de Primo de Rivera.
Durante la Guerra Civil fue subsecretario de Hacienda, y más tarde asesor jurídico del Gobierno de la República en París, alineándose con el sector negrinista del Partido Socialista.
Ramón Serrano Súñer salvó la vida gracias a una gestión de Bugeda, cuyo contacto obtuvo siendo compañero de celda en la cárcel Modelo de Carlos Rico-Avello, hijo del asesinado Ministro Manuel Rico Avello. Fue Enrique Cuartara, cuñado de Manuel Rico-Avello, quien conocía a Bugeda y quien intercedió por Serrano ante él para que le sacara de la cárcel. También intervino el entonces ministro Negrín, logrando que el diputado derechista fuera trasladado a un hospital, de donde se evadió el 20 de enero de 1937.
Se exilió en Cuba tras finalizar la guerra civil. Fue expulsado del partido junto con otros partidarios de Negrín. El 24 de octubre de 2009, de acuerdo con una resolución del 37 Congreso Federal, fue readmitido a título póstumo en el PSOE, junto con otros 35 afiliados expulsados en 1946, entre los que se contaban nombres como Juan Negrín, Ramón Lamoneda, Amaro del Rosal o Max Aub.
Fue acusado por otros republicanos en el exilio de aprovecharse de su cargo, en el fragor de la guerra, para acumular una importante fortuna e invertirla en Cuba, aunque no hay pruebas ni documentos que sustenten estas insinuaciones. En 1954 era miembro de la junta de directores del Banco de la Construcción y pocos años después fue director y accionista de la firma de prospección Petróleos Aurrerá, así como uno de los principales accionistas de Fomento de Obras y Construcciones, S.A., propietaria del edificio FOCA, el más alto de Cuba en la época.
Nuevamente en el exilio, esta vez tras la toma del poder por Fidel Castro, murió en México el 3 de septiembre de 1971.